# Robert Longo
Robert Longo (nacido el 7 de enero de 1953) es un artista, cineasta, fotógrafo y músico estadounidense.
Longo se dio a conocer en la década de 1980 por su serie de dibujos y grabados Men in the Cities, que representa a hombres y mujeres elegantemente vestidos retorciéndose de emoción.   Vive en Nueva York y East Hampton.

## Biografía
Longo comenzó sus estudios universitarios en la Universidad del Norte de Texas, en la ciudad de Denton, pero los abandonó antes de obtener un título.  Más tarde estudió escultura con Leonda Finke, quien lo animó a seguir una carrera en las artes visuales. En 1972 Longo recibió una beca para estudiar en la Accademia di Belle Arti en Florencia, Italia.  A su regreso a Nueva York, Longo se matriculó en el Buffalo State College, donde obtuvo una licenciatura en Bellas Artes en 1975. Mientras estaba en Buffalo State, estudió con el profesor de arte Joseph Piccillo. En ese momento mantenía una relación romántica con la artista Cindy Sherman, quien también estudiaba arte en Buffalo State.

## Obras

### Dibujo
Aunque estudió escultura, el dibujo siguió siendo la forma favorita de Longo de autoexpresión. Sin embargo, la influencia escultórica impregna su técnica de dibujo, ya que los "retratos" de Longo tienen una línea cincelada distintiva que parece dar a los dibujos una calidad tridimensional. Longo usa el grafito como arcilla, moldeándolo para crear imágenes como las figuras retorcidas y bailando en su serie seminal Men in the Cities
Para esa serie, Longo fotografió a sus amigos dando tumbos hacia atrás, desplomándose hacia adelante o tendidos sobre un pavimento invisible.  Después de ampliar las imágenes a través de un proyector, él y un asistente artístico las dibujaron en tamaños que iban desde la escala de tres cuartos hasta el tamaño natural. En el proceso, Longo a menudo dramatizaba poses y siempre estandarizaba la vestimenta en ropa bastante formal, en blanco y negro.  La idea de este trabajo provino, en 1975, de una imagen fija de la película The American Soldier de Rainer Werner Fassbinder
Según el crítico de arte William Wilson, de Los Angeles Times,, las imágenes no recuerdan nada más que la escena final de El séptimo sello de Ingmar Bergman.  Pasaron unos cuatro años antes de que Longo convirtiera la visión de un hombre tiroteado por la espalda en una monumental serie de dibujos. Entre 1979 y 1982 produjo alrededor de 60 Men in the Cities.  Un dibujo de esta serie se utilizó como portada del álbum The Ascension de Glenn Branca.  Como consecuencia, a sus 30 años, Longo fue uno de los artistas más publicitados, exhibidos y coleccionados de la década de 1980 junto con personas como Cindy Sherman y David Salle.   Sin embargo, varios críticos han comentado que Longo había perdido su camino como artista visual a mediados de los años 80. 
Trabajando en temas de poder y autoridad, Longo produjo una serie de banderas estadounidenses ennegrecidas ("Black Flags" 1989-91) así como pistolas de gran tamaño (Bodyhammers 1993-95). De 1995 a 1996 trabajó en su proyecto Magallanes, 366 dibujos (uno por día) que formaron un archivo de la vida del artista y las imágenes culturales circundantes. A "Magallanes" le siguió Freud Drawings de 2002, que reinterpretó las famosas imágenes documentales de Edmund Engelman del apartamento de  Sigmund Freud, momentos antes de su huida de los nazis. En 2002 y 2004 presentó Monsters, representaciones al estilo Bernini de enormes olas rompiendo y The Sickness of Reason, representaciones barrocas de explosiones de bombas atómicas. Monsters fue incluida en la Bienal Whitney de 2004.
Para crear obras como Barbara y Ralph, Longo proyecta fotografías de sus sujetos en papel y traza las figuras en grafito, eliminando todos los detalles del fondo. Después de registrar los contornos básicos, su ilustradora de toda la vida, Diane Shea, trabaja en la figura durante aproximadamente una semana, completando los detalles. A continuación, Longo vuelve al dibujo, utilizando el grafito y el carboncillo para proporcionar "todo el trabajo cosmético". Longo continúa trabajando en el dibujo, haciendo numerosos ajustes hasta que se completa aproximadamente una semana después.
En marzo de 2013, The Lexander Magazine reseñó el díptico de Longo de 1982-83 titulado Pressure, destacándolo como el "penúltimo himno visual de la época", ampliando el análisis de Neal Benezra de 1988 sobre la obra como "la obra de arte más representativa de la década de 1980".
La serie Engines of State del artista (realizada entre 2012 y 2019) fue donada a la National Gallery of Art  en 2023 por Clifford Ross.

### Videos musicales
En la década de 1980, Longo dirigió varios videos musicales,  incluyendo " Bizarre Love Triangle " de New Order, " Peace Sells " de Megadeth y " The One I Love " de R.E.M. Es responsable de las portadas de The Ascension de Glenn Branca de 1981 y del álbum Tim de The Replacements de 1985 .

### Cine y televisión
En 1992, Longo dirigió un episodio de Tales from the Crypt titulado "This'll Kill Ya". También dirigió la película cyberpunk Johnny Mnemonic, protagonizada por Keanu Reeves, Dolph Lundgren y Takeshi Kitano, y un cortometraje llamado Arena Brains. En su momento, Longo dijo: "Hacer un cuadro es una cosa, pero hacer una película es una locura". A finales de los años 1980 y principios de los 1990, Longo creó una serie de piezas de teatro de performance, como Marble Fog y Killing Angels, en colaboración con Stuart Argabright, el guitarrista Chuck Hammer y Douglas Sloan .

### Música
Longo fue el líder y guitarrista de un acto musical llamado Robert Longo's Menthol Wars, que interpretaba música experimental no wave en clubes de rock de Nueva York a fines de la década de 1970, como Tier 3. Los miembros de la banda incluían a Richard Prince y David Linton. Menthol Wars también fue parte de una serie de tres libros de bolsillo encuadernados en grapas de Richard Prince publicados durante 1980 por Printed Matter, Inc.
Durante el mismo período, Longo también actuó con Rhys Chatham en el Chatham's Guitar Trio y produjo una serie de diapositivas de desvanecimiento lento tituladas Pictures for Music que se proyectaban detrás de los músicos.

### Fotografía
Por encargo de la marca de lujo italiana Bottega Veneta, Longo fotografió a las modelos Terron Wood y Alla K para los anuncios de otoño/invierno 2010 de la marca, evocando recuerdos de las siluetas danzantes de su serie Hombres en las ciudades . 

## Exposiciones
Longo ha realizado exposiciones retrospectivas en Hamburger Kunstverein y Deichtorhallen, Menil Collection en Houston, el Museo de Arte del Condado de Los Ángeles en 1989, el Museo de Arte Contemporáneo de Chicago en 1990, Hartford Athenaeum, el Museo de Arte Isetan en Tokio y una encuesta. Exposición 1980-2009, en el Musée d'art moderne et d'art contemporain de Niza, Francia, en 2009. y en el Museu Colecção Berardo de Lisboa, Portugal, en 2010.
Las exposiciones colectivas incluyen la Documenta VIII, la Bienal del Whitney y la Bienal de Venecia .  Sus dibujos fotorrealistas al carbón se presentaron en la exposición Proof en el Museo de Brooklyn en 2017 junto a obras de Francisco Goya y Sergei Eisenstein .

## Influencia
El trabajo de Longo de la serie Hombres en las ciudades se exhibió de manera destacada en el apartamento del personaje ficticio Patrick Bateman en la película American Psycho (2000).
En 2013, la obra de arte de Longo apareció en un artículo en la revista masculina Man of the World, junto con un artículo que analizaba su vida y su carrera.

## Mercado del arte
Longo está representado por Pace Gallery (desde 2021) y Thaddaeus Ropac . 

## Vida personal
Longo vivió con la artista Cindy Sherman de 1974 a 1980. Vivió con la artista Gretchen Bender de 1981 a 1989. Longo se casó con la actriz alemana Barbara Sukowa en 1994. Juntos tienen tres hijos: Hans Longo, Viktor Longo y Joseph Longo.
Longo se trasladó a Europa en 1990, viviendo unos años en París y trabajando en España y Alemania. Vive en Nueva York y East Hampton.  
Cuando la pandemia de COVID-19 obligó al Guild Hall de East Hampton a cancelar su gala y subasta de verano de 2021, Longo se ofreció como voluntario para posponer su propia exhibición de verano en el espacio y encabezar un espectáculo benéfico de $1 millón en su lugar. 

## Lectura adicional
- Peter R. Kalb (January 2003). «Robert Longo at Metro Pictures – New York – Monsters drawing exhibition». Art in America.